# Chevaigné-du-Maine
Chevaigné-du-Maine és un municipi francès situat al departament de Mayenne i a la regió de País del Loira. L'any 2007 tenia 206 habitants.

## Demografia

### Població
El 2007 la població de fet de Chevaigné-du-Maine era de 206 persones. Hi havia 94 famílies de les quals 28 eren unipersonals (12 homes vivint sols i 16 dones vivint soles), 39 parelles sense fills i 27 parelles amb fills.
La població ha evolucionat segons el següent gràfic:
Habitants censats

### Habitatges
El 2007 hi havia 168 habitatges, 96 eren l'habitatge principal de la família, 48 eren segones residències i 24 estaven desocupats. Tots els 168 habitatges eren cases. Dels 96 habitatges principals, 78 estaven ocupats pels seus propietaris, 16 estaven llogats i ocupats pels llogaters i 3 estaven cedits a títol gratuït; 7 tenien dues cambres, 22 en tenien tres, 27 en tenien quatre i 40 en tenien cinc o més. 86 habitatges disposaven pel capbaix d'una plaça de pàrquing. A 48 habitatges hi havia un automòbil i a 37 n'hi havia dos o més.

### Piràmide de població
La piràmide de població per edats i sexe el 2009 era:
| Homes | Edats   | Dones |
| ----- | ------- | ----- |
| 0     | 95 o +  | 0     |
| 0     | 90 a 94 | 0     |
| 0     | 85 a 89 | 12    |
| 8     | 80 a 84 | 0     |
| 0     | 75 a 79 | 8     |
| 16    | 70 a 74 | 16    |
| 12    | 65 a 69 | 8     |
| 0     | 60 a 64 | 8     |
| 12    | 55 a 59 | 4     |
| 16    | 50 a 54 | 4     |
| 0     | 45 a 49 | 8     |
| 8     | 40 a 44 | 8     |
| 8     | 35 a 39 | 4     |
| 0     | 30 a 34 | 4     |
| 8     | 25 a 29 | 4     |
| 4     | 20 a 24 | 4     |
| 4     | 15 a 19 | 8     |
| 16    | 10 a 14 | 8     |
| 0     | 5 a 9   | 4     |
| 0     | 0 a 4   | 4     |

## Economia
El 2007 la població en edat de treballar era de 114 persones, 84 eren actives i 30 eren inactives. De les 84 persones actives 79 estaven ocupades (46 homes i 33 dones) i 5 estaven aturades (2 homes i 3 dones). De les 30 persones inactives 17 estaven jubilades, 7 estaven estudiant i 6 estaven classificades com a «altres inactius».

### Ingressos
El 2009 a Chevaigné-du-Maine hi havia 100 unitats fiscals que integraven 196 persones, la mediana anual d'ingressos fiscals per persona era de 15.886,5 €.

### Activitats econòmiques
Dels 4 establiments que hi havia el 2007, 2 eren d'empreses de construcció, 1 d'una empresa de comerç i reparació d'automòbils i 1 d'una empresa de transport.
Dels 2 establiments de servei als particulars que hi havia el 2009, 1 era un paleta i 1 electricista.
L'any 2000 a Chevaigné-du-Maine hi havia 41 explotacions agrícoles que ocupaven un total de 988 hectàrees.

## Poblacions més properes
El següent diagrama mostra les poblacions més properes.